# Прислушайтесь к голосам моря
«Прислушайтесь к голосам моря» яп. 日本戦歿学生の手記　きけ、わだつみの声: кикэ вадацуми но коэ, англ. Listen to the Voices of the Sea — японский чёрно-белый фильм, снятый в жанре военной драмы в 1950 году, постановщиком которого выступил один из видных представителей независимого кинематографа Хидэо Сэкигава. Сценарий Кадзуо Фунабаси основан на письмах и дневниках студентов, погибших на фронтах Второй мировой войны. В 1949 году коллекция этих писем и дневников была издана книгой под названием «Слушайте голос морского бога», которая стала неожиданным бестселлером, предоставив гражданскому населению первый реальный взгляд на армию времён войны, а вскоре был выпущен этот фильм. В фильме рассказывается о последних днях отряда, состоящего из недавних студентов. Отряд в панике отступает на бирманском фронте.

## Сюжет
Бирманский фронт накануне завершения войны. Отставший от своей части солдат второго разряда Оки примкнул к батальону майора Сибаямы. В батальоне он встречает своего ученика — бывшего студента Токийского университета прапорщика Маки. Учитель и ученик радуются нежданной встрече. Но это не нравится поручику Кисино, кадровому офицеру, презирающему интеллигентов. Поручик начинает придираться к солдату Оки. В батальоне служат также солдат первого разряда Каваниси, в прошлом участвовавший в студенческом движении, и фельдфебель Аодзи, студент колледжа. Батальон Сибаямы получает приказ сняться с позиций, оставив на месте больных и раненых. Военный врач. в прошлом закончивший университет, самоотверженно ухаживает за ранеными. Аодзи идёт на нарушение воинской дисциплины, чтобы помочь больному солдату. Обнаружив это, поручик Кисино жестоко избивает фельдфебеля и убивает Каваниси, который попытался вступиться за него. Батальон уходит. Оставленные без помощи раненые подрывают себя гранатой. Батальон подвергается ожесточённому артиллерийскому обстрелу. Командир батальона и поручик Кисино, видя, что батальону грозит полное уничтожение, спасаются бегством. Известие об этом приводит солдат в отчаяние. Погибает от разрыва снаряда Аодзи. В этой страшной обстановке Оки рассказывает тяжело раненому Маки о взглядах Монтеня, вкладывая в свои слова всё своё отвращение к войне. На следующее утро оба они — и учитель и его ученик — были мертвы.

## В ролях
Фильм был историческим в том смысле, что впервые в японском кино воочию показывал ужасы войны. Он изображал последние дни жизни людей на фронте, их духовную красоту и уродство. Но было ошибочным показывать, что только солдаты — студенты и интеллигенты — в последние минуты перед гибелью отряда сохраняют человеческое достоинство, в то время как солдаты из крестьян — трусы, а профессиональные военные — эгоистичны, жестоки и оказываются в конце концов предателями. Такая субъективность и прямолинейность, наводящие мысль о недостаточном мастерстве режиссёра Сэкигава, безусловно снижают художественную ценность фильма. Одним словом, фильму принесли успех не его художественные достоинства, а социальное звучание.
Я постарался отразить не только мои переживания военных лет, но и всю мою ненависть к милитаризму, зародившуюся в 1937 году. И в художественном и в техническом отношении это произведение не было совершенно зрелым, но я вложил в него жгучую ненависть и гнев замученных молодых парней.
- Хадзимэ Идзу — фельдфебель Аодзи
- Ясуми Хара — поручик Кисино
- Акитакэ Коно — солдат первого разряда Каваниси
- Киндзо Син — солдат второго разряда Оки
- Сёдзо Инагаки — солдат первого класса Минода
- Харуко Сугимура — мать Миноды
- Юрико Ханабуса — мать Каваниси
- Ёити Нумата — прапорщик Маки, бывший студент
- Юкити Камисиро — майор Сибаяма
- Коити Хаяси — лейтенант Нономура
- Кёскэ Цуки — лейтенант Нэгиси
- Тосио Такахара — военный врач
- Кадзуо Такита — солдат Умато
- Токуэ Ханасава — рядовой Цурута
- Ёсио Омори — капрал Омати
- Гиити Суги — Кимура
- Асао Сано — сержант Ямада
- Кадзуо Масубути — солдат первого класса Иидзима
- Сёити Ондзё — солдат Тиба
- Киэко Савамура — Ацуко Яно

## Премьеры
- — национальная премьера фильма состоялась 15 июня 1950 года[4].

## Награды и номинации
- Премия журнала «Кинэма Дзюмпо» (1951)

- Фильм выдвигался на премию «Кинэма Дзюмпо» в номинации за лучший фильм 1950 года, по результатам голосования занял лишь 11-е место.